# Colobus polykomos
Colobus polykomos (Колобус королівський) — вид приматів з роду Colobus родини мавпові.

## Опис
Це стрункі, з довгими хвостами примати. Хутро в основному чорного кольору, тільки спинне волосся і груди білі. Хвіст також повністю білий і, на відміну від інших видів роду без китиці. Самці, в середньому, важать 9,90 кг, у той час, як самиці 8,30 кг. Довжина голови й тіла від 450 до 720 мм, довжина хвоста від 520 до 1000 мм.

## Поширення
Країни проживання: Кот-д'Івуар; Гвінея; Гвінея-Бісау; Ліберія; Сьєрра-Леоне. Населяє лісові галереї, вид рідко зустрічається в деградованих місцях проживання, хоча іноді зустрічається у вторинних лісах.

## Стиль життя
Ці примати є денними і деревними. Вони живуть у невеликих гаремних групах. Це територіальні тварини. Вони їдять листя, а також плоди і насіння.
Після майже шести місяців вагітності, самиця народжує зазвичай одне дитинча. Діти спочатку білого кольору, і не тільки мати, але й інші самиці групи піклуються про нього. Максимальна повідомлена довговічність становить 23,5 роки у неволі.

## Загрози та охорона
Страждає насамперед, від полювання і в другу чергу через втрату середовища проживання. Цей вид належить до класу А Африканської конвенції та Додатку II СІТЕС. Він знаходиться в кількох охоронних територіях.